# 523
523(오백이십삼)은 522보다 크고 524보다 작은 자연수다.

## 수학
- 99번째 소수(素數)다. 앞의 소수는 쌍둥이 소수인 521, 다음 소수는 541이다.
  - 베르누이 수의 분자 {\displaystyle B_{400}}을 나눌 수 있는 비정규 소수다.
- {\displaystyle 523=61+67+71+73+79+83+89}
  - 연속하는 소수(素數) 7개의 합으로 나타낼 수 있으며, 이 성질을 지닌 앞의 수는 493, 다음 수는 559다.
- {\displaystyle 60^{3}-1}은 523으로 나누어떨어진다.

## 과학
- NGC 523(영어판): 안드로메다자리 방향에 있는 나선은하.
- 523 프로젝트: 1967년 중국 정부가 말라리아 치료제를 개발하기 위하여 진행한 비밀 군사 프로젝트의 암호명.

## 교통

### 철도
- 수도권 전철 5호선 영등포구청역의 역번호.

### 도로
- 현도 제523호선

## 군사
- U-523(영어판): 제2차 세계 대전에 사용된 나치 독일의 군용 잠수함.

## 문화유산
- 대한민국의 보물 제523호: 석보상절
- 대한민국의 사적 제523호: 여수 석보

## 스포츠
- 울산 523 FC: 대한민국 울산광역시를 연고로 하는 아마추어 축구단. 구단명의 523은 현대자동차 울산공장의 주소인 ‘양정동 523’에서 유래했다.

## 방송
- KT HCN의 마운틴TV 채널 번호.

## 기타
- 날짜: 5월 23일
  - 대한민국의 전 대통령 노무현은 2009년 5월 23일에 서거하였다.
- 연도: 523년, 기원전 523년